# 安东尼·韦纳
安东尼·韦纳（英語：Anthony David Weiner，1964年9月4日—），美国民主党前政治家，1999年1月至2011年6月代表纽约第九国会选区担任国会众议院议员，2011年6月因在推特上向其他女性发布了一张性暗示的照片而辞职，2017年因涉及向未成年人发送淫秽内容的案件被定罪，判入狱21个月、罚金10000美元。